# Государственная пограничная служба Кыргызстана
Пограничная служба Киргизской Республики входит в состав Государственного комитета национальной безопасности Кыргызской Республики.

## История
После обретения независимости в 1992 году Киргизия приняла командование над управлением бывшим советским республиканским Центрально-азиатским пограничным округом КГБ, входившим в состав более широких советских пограничных войск, численность которого составляла около 2000, в основном российских военнослужащих. Однако в конце 1992 года Россия создала совместное киргизско-российское командование пограничными войсками, которое фактически вновь взяло на себя обязанности по охране границ под российским командованием.
Границы Киргизии с постсоветскими государствами, таким образом, в основном не охранялись, поскольку российские пограничные войска в основном концентрировались на охране границ с такими странами, как Афганистан и Китай. В августе 1999 года обязанности по охране границы были окончательно переданы от Пограничной службы России правительству Киргизии, которое в конечном итоге заложило основу для будущей государственной пограничной службы и ужесточения режима её границ с соседними странами.
31 августа 2002 года Государственная пограничная служба Киргизской Республики была официально учреждена в результате слияния Главного пограничного управления Министерства обороны и Главного управления пограничного контроля Службы национальной безопасности, с тем чтобы иметь более централизованную систему. В течение нескольких последующих лет пограничная служба несколько раз передавалась в распоряжение Службы национальной безопасности и переходила от неё под командование Президента. До 4 сентября 2012 года она была постоянно учреждена в качестве независимого департамента государственной службы при правительстве Киргизской Республики. Несмотря на сходство в охвате работ, служба не находится под командованием Министерства внутренних дел республики, а также не является частью вооружённых сил Кыргызстана.
С момента обретения независимости республики у неё было много разногласий и даже конфронтаций с пограничными службами соседних стран, в том числе Таджикистана и Узбекистана. В результате несколько сухопутных пограничных переходов с соседними странами также не были последовательно открыты. Пограничная служба также из-за разногласий предприняла шаги по обучению и модернизации. Например, в 2013 году пограничная служба приняла участие в совместном учении с Китаем на границах двух стран. Кроме того, она также запросила и получила обучение и оборудование из Китая и Турции.

## Обязанности
Основной обязанностью пограничника Киргизской Республики является защита территориальной целостности республики путём обеспечения того, чтобы все границы республики не были нарушены, будь то другими национальными государствами или криминальными элементами. Пограничная служба делает это путем развёртывания войск для постоянного патрулирования и мониторинга своих границ различными способами. Сочетание высокогорья, пересечённой местности, а также большого количества эксклавов в республике делает охрану границ ещё более трудной. Её второстепенная роль заключается в оказании помощи в иммиграционных формальностях на всех контрольно-пропускных пунктах въезда и выезда в стране, в том числе на сухопутных пограничных переходах и в аэропортах. Она также работает совместно с Государственной таможенной службой в области таможенного оформления.

## День пограничных войск
День пограничника — праздник, отмечаемый в республике активными и бывшими военнослужащими пограничной службы. Праздник берёт свое начало с советских времён и до сих пор отмечается 28 мая. День назначен для общественности, чтобы также отдать дань уважения и понять важность пограничной службы в республике. Дата праздника была перенесена на 29 октября 2003 года, но из-за обращений от ветеранов службы была перенесена на первоначальную дату с 2005 года.

## Спецназ пограничной службы
Спецназ пограничной службы «Бору» (Волк) дислоцируется на юге республики и обеспечивает поддержку заставам на границе с Таджикистаном и Узбекистаном, откуда проходит наркотрафик из Афганистана. Отряд тесно сотрудничает с отрядом ГСКН «Кыргый» в пресечении контрабанды наркотиков. В случае проникновения террористов со стороны соседних Таджикистана и Узбекистана, отряд «Бору» устраивает заслоны на перевалах.

## Поставки
В октябре 2021 года в Бишкеке были продемонстрированы купленные в ОАЭ 40 единиц бронированных внедорожников Toyota для пограничной службы в Баткенской области. 
В декабре 2021 года, на вооружение пограничной службы поступили ударные БЛА Bayraktar TB2
25 марта 2022 года прошла церемония передачи 55 бронемашин Тигр, закупленных для Пограничной службы ГКНБ КР.

## Инциденты
20 августа 2012 года на пограничной заставе Эчилиташ, которая служила штабом командования Иссык-Кульских пограничных частей, 19-летний киргизский пограничник Кульбарак Балбай в состоянии дезертирства открыл огонь из винтовки по своим сослуживцам, мгновенно убив четверых: командира заставы, старшего солдата, прапорщика и младшего солдата. В результате выстрела также была убита пятая жертва: гражданская жена одного из пограничников. Трое других киргизских солдат, занимавших пограничный пост, сбежали на автомобиле, услышав стрельбу в главном здании. Позже Кульбарак скрылся с места происшествия на угнанной машине и на следующий день был обнаружен в соседнем ущелье при попытке сбежать в Узбекистан. Между полицейскими и стрелявшим завязалась перестрелка, которая в конечном итоге привела к гибели Кульбарака. Мотивом, хотя и недоказанным, считается «дедовщина», то есть издевательство над молодыми военнослужащими.

## Вооружение
| БПЛА             | БПЛА | БПЛА   | БПЛА                      | БПЛА |
| ---------------- | ---- | ------ | ------------------------- | ---- |
| Bayraktar Akıncı |      | Турция | Разведывательно - ударный | 2    |
| Bayraktar TB2    |      | Турция | Разведывательно - ударный | 3    |
| TAI Aksungur     |      | Турция | Разведывательно - ударный | 1    |
| TAI Anka         |      | Турция | Разведывательно - ударный | 3    |